# Fort Flagler Historical State Park
Der Fort Flagler Historical State Park ist ein State Park im US-Bundesstaat Washington. Der 317 Hektar große Park liegt 13 Kilometer nordöstlich von Port Hadlock im Jefferson County auf dem Gelände des ehemaligen US-Küstenforts Fort Flagler.

## Geographie
Der Park liegt an der Nordspitze von Marrowstone Island und ist an drei Seiten von Wasser umgeben. Der Park liegt auf einer zehn Meter hohen Klippe über dem Admiralty Inlet und der Port Townsend Bay und verfügt über eine 5800 Meter lange Küstenlinie.

## Geschichte
Fort Flagler gehörte zu den Küstenbefestigungen, die als Teil des nach dem damaligen Kriegsministers Endicott benannten Bauprogramms errichtet wurden. Das Fort wurde 1897 gegründet und am 27. Juli 1899 in Dienst gestellt. Benannt wurde die Festung nach Brigadegeneral Daniel Webster Flagler, dem 1899 verstorbenen Leiter der Rüstungsabteilung des US-Kriegsministeriums. Fort Flagler gehörte zur Küstenbefestigung des Puget Sound und sollte zusammen mit Fort Worden und Fort Casey die Einfahrt in den Admiralty Inlet, der Hauptzufahrt in den Puget Sound und damit zum Puget Sound Naval Shipyard und zu den Städten Seattle, Tacoma und Everett für feindliche Schiffe sperren.
Im Juni 1899 wurden die ersten Gebäude des Forts fertiggestellt, so dass das Fort am 27. Juli 1899 in Dienst gestellt werden konnte. Die Garnison bestand anfangs aus 86 Soldaten und drei Offizieren der 3rd U.S. Coastal Artillery und Fort Flagler diente als Hauptquartier der drei Festungen der Puget Sound-Küstenverteidigung, bis das Hauptquartier am 4. September 1904 nach Fort Worden verlegt wurde, von wo die Offiziere leichter am sozialen Leben von Port Townsend teilnehmen konnten.
Fort Flagler wurde anfangs mit drei Batterien mit Küstengeschützen vom Kaliber 25,4 cm und 30,5 cm bestückt. Die Batterien wurden 1899 fertiggestellt und wenig später durch zwei weitere Batterien mit acht 30,5 cm Mörsern und zwei 12,7-cm-Geschützen ergänzt. 1905 und 1906 wurden vier weitere Batterien mit leichteren Geschützen errichtet. 1907 war die Festung vollendet und mit insgesamt 26 Geschützen bestückt.
Während des Ersten Weltkriegs wurden acht Geschütze an die Westfront nach Frankreich geschickt, wo sie als Eisenbahn- oder Feldgeschütze eingesetzt werden sollten. Zwei weitere Geschütze wurden nach Kanada verlegt. Nach Ende des Ersten Weltkriegs diente das Fort als Übungsgelände für das Reserve Officer Training Corps. Während des Zweiten Weltkriegs und während des Koreakriegs diente das Fort als Übungsgelände für amphibische Operationen. Die längst veralteten, noch verbliebenen schweren Geschütze wurden 1941 bis 1942 abgebaut und verschrottet, dafür wurde das Fort mit sieben Flugabwehrkanonen armiert. Mit dem Abbau und der Verschrottung der verbliebenen Geschütze wurde 1946 begonnen. Nach dem Ende des Koreakriegs wurde das Fort am 7. Juni 1953 geschlossen. 1955 kaufte der Staat Washington das Gelände und gründete den State Park Fort Flagler. Zu Museumszwecken wurde die Batterie Wansboro 1960 wieder mit zwei 7,6-cm-Geschützen aus Fort Wint auf den Philippinen bestückt. 1976 wurde die Anlage in das National Register of Historic Places aufgenommen.

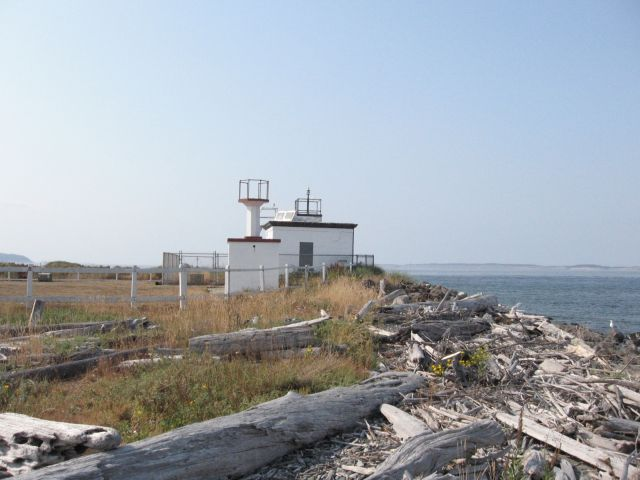
Leuchtturm Marrowstone Light

## Touristische Einrichtungen
Der Besuch des Parks ist gebührenpflichtig. Im Park liegt ein Campingplatz, ein 78 Meter langer Bootsanlegeplatz und zwei Bootsrampen zum Meer. Vor der Küste liegt ein als Unterwasserpark ausgewiesenes Tauchgebiet. Durch den Park führen fünf Meilen Fahrrad- und Wanderwege. Einige der ehemaligen Kasernen können als Gruppenunterkünfte gemietet werden. Ein kleines Museum informiert über die Militärgeschichte der Festung, einige der ehemaligen Geschützstellungen können besichtigt werden. Das ab 1888 errichtete Leuchtfeuer Marrowstone Light an der nordöstlichen Spitze der Insel ist noch in Betrieb und kann nicht besichtigt werden.